# Криничный (Добрушский район)
Криничный (бел. Крынічны) — посёлок в Тереховском сельсовете Добрушского района Гомельской области Республики Беларусь.

## География
В 28 км на юго-восток от районного центра Добруш, в 56 км от Гомеля, в 4 км железнодорожная станция Тереховка, расположенной на линии Гомель — Бахмач.

## Транспортная система
Транспортная связь по просёлочной дороге, а потом автодороге Тереховка — Гомель. В посёлке 34 жилых дома (2004 год). Планировка состоит из прямолинейной улицы, ориентированной с юго-запада на северо-восток. Застройка двухсторонняя, деревянными домами усадебного типа.

## История
Посёлок основан переселенцами с соседних деревень во второй половине XIX века. В 1926 году входил в состав Тереховского сельсовета Краснобудского района Гомельского округа.
В 1959 году деревня находилась в составе колхоза «Красный Октябрь» с центром в деревне Тереховка.

## Население

### Численность
- 2004 год — 34 двора, 52 жителя

### Динамика
- 1926 год — 51 двор, 283 жителя
- 2004 год — 34 двора, 52 жителя